# Salamir
Salamir es un lugar español de la parroquia de San Martín de Luiña, perteneciente al municipio de Cudillero, en la comunidad autónoma de Asturias.

## Historia
Hacia mediados del siglo XIX, el lugar, ya por entonces perteneciente a la parroquia de San Martín de Luiña del municipio de Cudillero, tenía contabilizada una población de 70 habitantes. Aparece descrito en el decimotercer volumen del Diccionario geográfico-estadístico-histórico de España y sus posesiones de Ultramar de Pascual Madoz con las siguientes palabras:

SALAMIR: l. en la prov. de Oviedo, ayunt. de Cudillero y felig. de San Martin de Luiña: sit. en una llanada al O. que sigue á Candiales hácia la costa marítima, entre las ensenadas de Artedo y San Pedro de Boca de Mar; su terreno es fértil y de buena calidad: prod.: maiz, habas, escanda, patatas, lino, castañas, nueces y demas frutos de consumo en el pais: pobl.: 17 vec., 70 alm.
(Madoz, 1849, p. 676)

En 2023, la entidad singular de población de Salamir tenía empadronados 121 habitantes, todos ellos en el núcleo de población de ese nombre.